# Trasa azjatycka AH8
Trasa azjatycka nr 8 (AH8) (ang. Asian Highway 8) – międzypaństwowa droga należąca do sieci Asian Highway Network. AH8 zaczyna się w rosyjskiej Torfjanowce przy granicy z Finlandią, a swój bieg kończy w irańskim mieście Bandar-e Chomejni. Długość trasy AH8 wynosi ponad 4900 km.